# Peter Voss - der Held des Tages
Peter Voss - der Held des Tages («Peter Voss - héroe del día» en español) es una película policial de comedia de Alemania Occidental de 1959 dirigida por Georg Marischka y protagonizada por O. W. Fischer, Linda Christian y Walter Giller. Era una secuela de la película de 1958 Peter Voss, der Millionendieb, que se había basado en la novela del mismo título de Ewald Gerhard Seeliger.
Se rodó en los estudios Tempelhof de Berlín y en locaciones de Niza, Marruecos, Las Palmas de Gran Canaria, Singapur, Las Vegas e India. Los decorados de la película fueron diseñados por los directores de arte Herta Hareiter y Otto Pischinger.

## Reparto
- O. W. Fischer como Peter Voss.
- Linda Christian como Grace McNaughty.
- Walter Giller como Bobby Dodd.
- Peter Vogel como el príncipe José Villarossa.
- Ingmar Zeisberg como Dolly.
- Peter Mosbacher como Barón de Clock.
- Helga Sommerfeld como María de la Roche.
- Ludwig Linkmann como abogado Perrier.
- Ralf Wolter como Charley, el jinete.
- Ady Berber como Leslie de Texas.
- Stanislav Ledinek como presidente.
- Lucie Englisch como ama de llaves.